# هنری فیپس، اولین ارل مولگریو
هنری فیپس، اولین ارل مولگریو (انگلیسی: Henry Phipps, 1st Earl of Mulgrave; ۱۴ فوریهٔ ۱۷۵۵ – ۷ آوریل ۱۸۳۱) نظامی و سیاست‌مدار اهل پادشاهی بریتانیای کبیر بود.